# Ana Rosa Angarita Trujillo
Ana Rosa Angarita Trujillo (Caracas, Venezuela, 1935) es una escritora, pintora, educadora, caricaturista, psicóloga y profesora cultural venezolana.

## Biografía
Fundó y dirigió el Instituto Rondalera de Caracas entre 1967 — 1973. Fundadora del Centro de Atención al Niño Maltratado en Trujillo.
Estudió en El Taller de Puente República, en Caracas, con maestros como Gabriel Bracho, César Rengifo, Armando Lira y otros; y en el de André Lhote (París - Francia).
Ha realizado varias exposiciones colectivas e individuales en Caracas, San Cristóbal y en Guayana, en la Sala de Arte Sidor, entre otras.
Actualmente vive en el barrio Campo Rojo del Distrito Caroní, Estado Bolívar; donde transmite los mitos de la región Guayana a niños de la comunidad. Lo cual hace a través de actividades artísticas.

### Algunas principales labores realizadas
Funda y dirige el Instituto de Educación Especial Puerto Ordaz, del Ministerio de Educación (1974-1978).
Ha integrado la psicología, la educación, las  artes plásticas y la literatura en sus actividades con la comunidad.
En el Estado Bolívar ha realizado trabajos de investigación participante. Zona campesina de Boquerón (1973 - 1974) y en la zona suburbana, Barrio Campo Rojo (1976 - 2008).
Desde 1981 ha venido consolidando su proyecto de vida, la Democratización del Conocimiento al servicio de la comunidad (DCC), irradiándolo hacia niños, maestros y al público en general, trabajando y publicando sobre la prevención del Maltrato Infantil y  Psicología Evolutiva.    
Amplía su proyecto de vida, pintando y escribiendo sobre los aspectos más relevantes de la Región Guayana, reunidos en siete series: tepuyes, flora, fauna, industria, ciudad, petroglifos y la más fundamental de todas, mitos de diferentes etnias de los Estados Bolívar, Amazonas y Delta Amacuro, constituidas por 35 textos con diversas versiones pictóricas de los mismos (1990-2008).
Apoyando su proyecto, junto con el Centro de Formación Permanente Luis Beltrán Prieto Figueroa, del Ministerio del Poder Popular para la Educación, del Estado Bolívar (2007), revisaron y dirigieron el texto de La Faz Oculta de Guayana, a maestros, estudiantes y público en general.

## Obra
- La Quema de Judas la Transformaron en Ciudad Guayana, (investigación participante). Ediciones Fundación Desarrollo y Cultura de Ciudad Guayana (FUNDEC). Ciudad Guayana. 1980.
- Guía de Interpretación Gráfica del Periodo Sensorio-Motor según Piaget. ( para alivio e estudiantes). Editado por la Universidad Católica Andrés Bello (UCAB- Táchira). San Cristóbal. Venezuela.  1980.
- Novelas: Hormiguero de Concreto, Premio Nacional Gloria Stolk . Editado por ALFADIL Ediciones S.A. Caracas. Venezuela. 1984.
- El Habitador de la Casa de Aire. Mención Cuento. Primer premio Rómulo Gallegos de la Dirección de Cultura del Edo. Táchira. Venezuela Lamigal revista trimestral de Arte, Literatura y Ciencias. Caracas Venezuela. Junio 1985.[3]
- El Llanto Americano o Crónica de los Nosotros, Premio Nacional Canaima de Novela 1986. Ediciones Centauro. Caracas. Venezuela.
- Amalivaca el Padre de Toda la Gente. Editado por Asociación Civil Casa de la Cultura  “Héctor Guillermo Villalobos”. Ciudad Guayana.  Venezuela. 1996.
- La Faz Oculta de Guayana, Mitos e Invocaciones, publicada por C.V.G. Siderúrgica del Orinoco. C.A. Caracas. Venezuela. 1998.
- Sumergiéndonos en el Alma de los Sanermá - Yanoama. (Interpretación pictórica de la cosmogonía yanomami – ARAT ) y textos de Daniel de Barandiarán, Ana Rosa Angarita Trujillo y Alfredo Rivas Lairet. Editado por Universidad Católica Andrés Bello Guayana (UCAB- Guayana ). Caracas, 2008.

### Obras inéditas
- Finalización del texto referente a la masacre de los Sanermá - Yanoama  por parte de garimpeiros en Conuno Viejo - Sur de Venezuela.
- Los Vengamientos del Ejército Justiciador, novela inédita en papel, pero hay una edición electrónica en Amazon.

## Premios y reconocimientos
- Premio de Novela Gloria Stolk, 1982.[1]
- Premio Internacional de Poesía Alfonsina Storni, 1982.[1]
- Primer Premio Mención Especial en el Concurso Estadal de la Dirección de Cultura (Táchira) 1984.[1]
- Premio Regional Rómulo Gallegos, Táchira 1984.[1]
- Premio Canaima, 1987.[1]
- Desde 2008 como homenaje a su labor realizada en esta región ella y su obra fueron designadas patrimonio cultural del Municipio Caroní.